# Klaus van Eickels

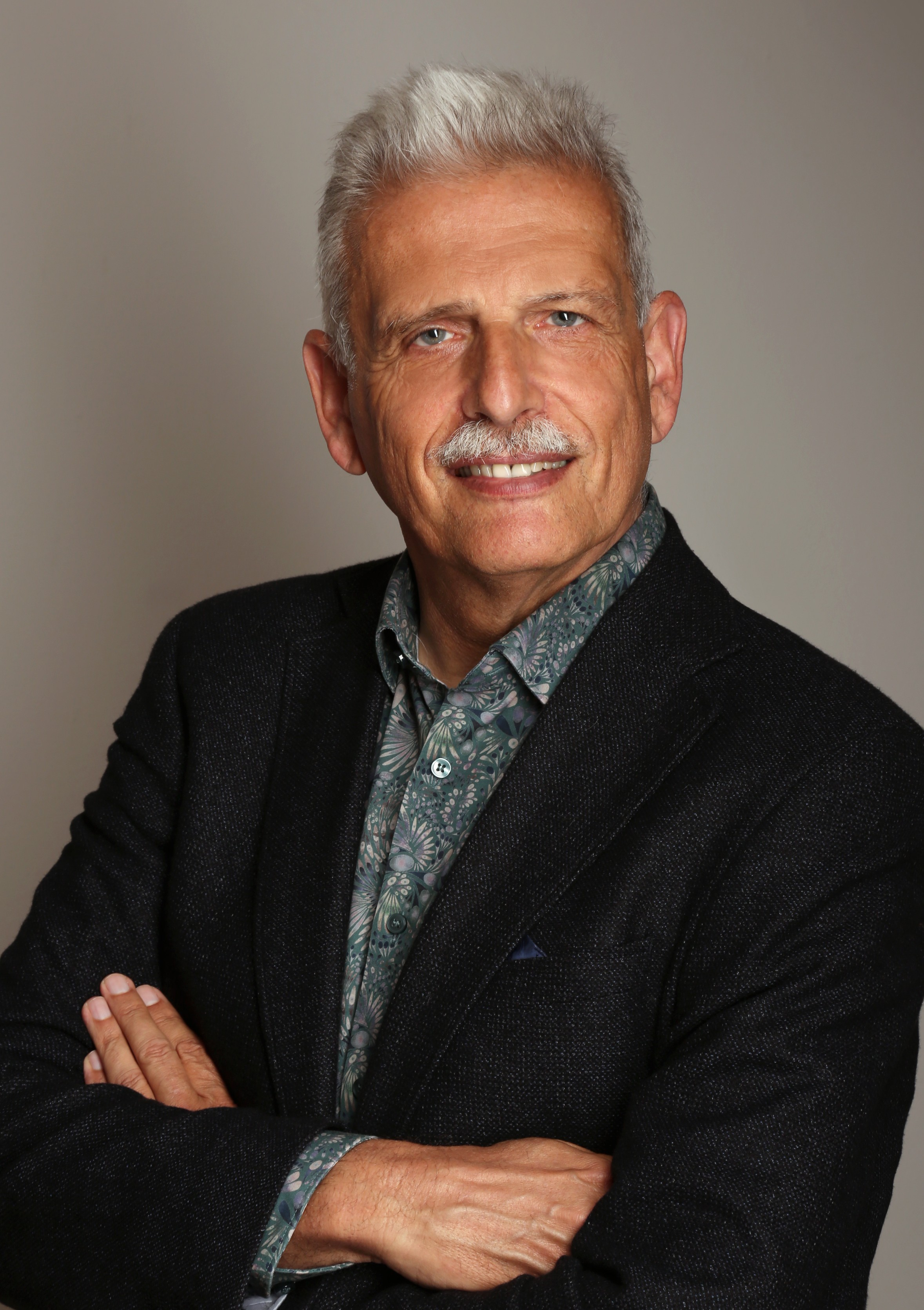
Klaus van Eickels (2025)

Klaus van Eickels (* 5. Mai 1963 in Kevelaer) ist ein deutscher Historiker.
Nach einer Professur für Geschichte des Spätmittelalters an der Universität des Saarlandes lehrt er seit 2005 als Professor für Mittelalterliche Geschichte an der Otto-Friedrich-Universität Bamberg. Er forscht vor allem epochenübergreifend zu personalen Bindungen und den Sexualitäten von der Antike bis zum 20. Jahrhundert.

## Leben
Klaus van Eickels legte 1982 das Abitur in Kleve ab. Als Schüler gewann er mit einer schulhistorischen Arbeit zur Alltagsgeschichte im Nationalsozialismus einen ersten Preis beim Geschichtswettbewerb des Bundespräsidenten. Die Arbeit über das katholische Internatsgymnasium Collegium Augustinianum Gaesdonck im Nationalsozialismus wurde 1982 in der Schriftenreihe des Kreises Kleve veröffentlicht.
Er studierte Geschichte und Latein an den Universitäten Düsseldorf (1983–1985 und 1986–1989), München (1985) und Aix-en-Provence (1985/1986). Das Erste Staatsexamen legte er 1989 in Düsseldorf ab. Die Staatsarbeit untersuchte die Besitzentwicklung der Kommende Koblenz und die Entwicklung ihrer Zollprivilegien im 13. Jahrhundert. Im Jahr 1993 wurde er an der Universität Düsseldorf promoviert mit einer von Rudolf Hiestand betreuten Arbeit über die Deutschordensballei Koblenz und ihre wirtschaftliche Entwicklung im Spätmittelalter. Von 1994 bis 2001 war er als wissenschaftlicher Assistent an der Universität Bamberg tätig.
Auf Anregung Hiestands wandte er sich nach seiner Promotion den englisch-französischen Verträgen zu. Im Jahr 2001 erfolgte die Habilitation in Bamberg mit einer von Bernd Schneidmüller begutachteten Arbeit zu den englisch-französischen Beziehungen und ihre Wahrnehmung an der Wende vom Hoch- zum Spätmittelalter, wofür er den Habilitationspreis der Universität Bamberg 2001 erhielt. Von 2001 bis 2003 war er dort Oberassistent. Es folgten 2003/04 Lehrstuhlvertretungen in Bielefeld und Bamberg. Von 2004 bis 2005 lehrte van Eickels als Professor für Geschichte des Spätmittelalters an der Universität des Saarlandes.
Seit 2005 lehrt er als Professor mittelalterliche Geschichte an der Universität Bamberg. Im März 2012 war er Gastprofessor an der École pratique des hautes études. In Bamberg ist er seit 2013 Vertrauensdozent der Studienstiftung des Deutschen Volkes. Im Rahmen von Universitätskooperationen unterrichtet er seit 2007 ein bis zweimal jährlich an verschiedenen französischsprachigen Universitäten Westafrikas (Elfenbeinküste, Benin, Togo). In der akademischen Selbstverwaltung übernahm er zahlreiche Aufgaben. Er war unter anderem Geschäftsführender Direktor des Instituts für Geschichtswissenschaften und Europäische Ethnologie, Geschäftsführender Direktor des Zentrums für Mittelalterstudien (2006–2008) und Dekan der Fakultät Geistes- und Kulturwissenschaften (2009–2011). Er begründete die interdisziplinäre online-Zeitschrift Regards croisés Afrique-Europe/Afrika-Europa/Africa-Europe, die er seit 2021 zusammen mit afrikanischen und europäischen Wissenschaftlern herausgibt. Mit ihren thematischen Schwerpunkten Geschichte, Literatur- und Sprachwissenschaften, Pädagogik, Philosophie und Theologie will die Zeitschrift eine Plattform für den wissenschaftlichen Austausch zwischen Afrika und Europa sein.
Er ist Mitglied des Konstanzer Arbeitskreises für mittelalterliche Geschichte und der Gesellschaft für fränkische Geschichte.

## Forschungsschwerpunkte
Zu seinen Forschungsschwerpunkten zählen die Wirtschafts- und Sozialgeschichte des späten Mittelalters, die Geschichte Westeuropas (England, Frankreich, Niederlande), die Kulturgeschichte des Politischen im Hoch- und Spätmittelalter, die Geschichte der Sexualitäten, die Geschichte personaler Bindungen im Mittelalter (Freundschaft/Liebe, Lehnswesen, Ehe) und die fränkische und rheinische Landesgeschichte im Mittelalter.
In einem 2003 veröffentlichten Beitrag befasste er sich mit den Gesten die Freundschaft, Liebe und Eintracht signalisieren. Er untersuchte in einem anderen Beitrag „tradierte Konzepte in neuen Ordnungen“ in den personalen Bindungen (Verwandtschaft, Freundschaft, Mannschaft und Ehe) im 12. und 13. Jahrhundert. Er zeigte dabei auf, dass durch das systematisierende Rechtsdenken im 12. und 13. Jahrhundert die Ehe in anderer Weise erfasst wurde als die Lehnsbeziehungen. Die Ehe wurde im theologisch-kanonistischen Diskurs durch ihre Eingliederung „in das System der scholastischen Theologie in das Begriffsfeld der personalen Bindungen hineingeholt“, während die Lehensbeziehung durch die Systematisierung von Herrschaft aus dem Kontext der Freundschaft herausgelöst wurde. Nach van Eickels seien dies Beispiele dafür, wie die „Durchsetzung des vom Einzelfall abstrahierenden Denkens in juristischen Begriffen und die damit einhergehende Systematisierung der Ordnungsvorstellungen“ im Verlauf des 12. und 13. Jahrhunderts „Wahrnehmungs- und Deutungsmuster“ verändere. Für den Konstanzer Arbeitskreis organisierte er 2013 eine Frühjahrstagung zum in der Geschichtswissenschaft bislang vernachlässigten Begriff der Intimität. Im Mittelpunkt der Tagung standen Intimität und Ehe, Nähe und Vertrauen innerhalb der Adelsgesellschaft und am Königshof sowie Intimität im Bezug zu Gott.
Hans Limburg hatte 1969 eine allgemeine Geschichte des Koblenzer Deutschordenhauses („Die Hochmeister des Deutschen Ordens und die Ballei Koblenz“, 1969) verfasst. In seiner 1995 veröffentlichten Dissertation konzentrierte van Eickels sich hingegen verstärkt auf die bislang vernachlässigten wirtschaftlichen Aspekte der Ballei von ihren Anfängen im frühen 13. Jahrhundert bis zur Mitte des 15. Jahrhunderts. Grundlage der Arbeit bilden rund 1740 teils ungedruckte oder nur in Regestenform zugängliche Urkunden aus der Ballei. Auf Grundlage des urkundlichen Materials wurden von ihm die verschiedenen Formen des Besitzerwerbs, durch Schenkung, Erbschaft ausführlich behandelt. Er konnte in dieser Arbeit die weit verbreitete Ansicht revidieren, dass sich die Balleien des Deutschen Ordens im Gegensatz zum Ordensstatt Preußen nicht am Fernhandel beteiligt hätten. Er arbeitete heraus, dass das über den Wasserweg erreichbare Mecheln neben Antwerpen einen wichtigen Absatzmarkt für den eigenen Wein war. In einem Aufsatz konnte er nachweisen, dass die im Mittelalter auf dem Rhein verkehrenden Transportschiffe eine deutlich größere Ladekapazität hatten als in der Forschung oft angenommen.
Mit Tania Büsch gab er eine umfangreiche kommentierte Ausgabe von Quellen zur Kaiser Friedrich II. in deutscher Übersetzung heraus. In 35 Kapiteln wird Friedrichs Leben dargestellt. Jedes Kapitelt beinhaltet kommentierte Quellentexte.
In der landeshistorischen Forschung arbeitet er schwerpunktmäßig zur Gründung des Bistums Bamberg, zu den Bamberger Bischöfen des 12. und 13. Jahrhunderts und zum Fernbesitz des Bistums Bamberg (vor allem die Herrschaft Friedburg in Oberösterreich). Er erläuterte und edierte eine im 17. Jahrhundert angefertigte und im Kärntner Landesarchiv aufbewahrte Abschrift eines spätmittelalterlichen Besitzerverhältnisses, die der Bamberger Elekt Leupold II. seinem Notar Hugo 1335 erteilt hat. Er gab 2007 mit Christine van Eickels mehrere Beiträge heraus, die im Jubiläumsjahr anlässlich des Gedenkens an die Bistumsgründung durch König Heinrich II. 1007 in Bamberg gehalten wurden.
Epochenübergreifend erforscht van Eickels die Geschichte Afrikas vor allem die Entdeckung Westafrikas im 15. Jahrhundert und die Kolonialgeschichte des 19. und frühen 20. Jahrhunderts, Elefanten und Elfenbein im mittelalterlichen Europa sowie die Geschichte der Epidemien.

## Schriften (Auswahl)
Monografien
- Vom inszenierten Konsens zum systematisierten Konflikt. Die englisch-französischen Beziehungen und ihre Wahrnehmung an der Wende vom Hoch- zum Spätmittelalter (= Mittelalter-Forschungen. Bd. 10). Thorbecke, Stuttgart 2002, ISBN 3-7995-4261-2 (Digitalisat).
- Kaiser Friedrich II. Leben und Persönlichkeit in Quellen des Mittelalters. Artemis & Winkler, Düsseldorf 2000, ISBN 3-491-69134-6.
- Die Deutschordensballei Koblenz und ihre wirtschaftliche Entwicklung im Spätmittelalter (= Quellen und Studien zur Geschichte des Deutschen Ordens. Bd. 52). Elwert, Marburg 1995, ISBN 3-7708-1054-6 (Zugleich: Düsseldorf, Universität, Dissertation, 1993).
- Das Collegium Augustinianum Gaesdonck in der NS-Zeit 1933–1942. Anpassung und Widerstand im Schulalltag des Dritten Reiches (= Schriftenreihe des Kreises Kleve. Bd. 3). Boss in Komm, Kleve 1982, ISBN 3-922384-51-X.

Quellenedition
- mit Friedrich-Wilhelm Oediger: Die Wachszinspflichtigen des St. Viktor-Stiftes zu Xanten. Butzon und Bercker, Kevelaer 1991, ISBN 3-7666-9747-1.

Herausgeberschaften
- mit Christine van Eickels: Gebote und Verbote. Normen und ihr sozialer Sinn im Mittelalter (= Bamberger interdisziplinäre Mittelalterstudien. Vorträge und Vorlesungen. Band 9). University of Bamberg Press, Bamberg 2022, ISBN 978-3-86309-852-0 (online).
- mit Ingrid Bennewitz: Richard Löwenherz, ein europäischer Herrscher im Zeitalter der Konfrontation zwischen Christentum und Islam. Mittelalterliche Wahrnehmung und Rezeption. University of Bamberg Press, Bamberg 2018, ISBN 978-3-86309-625-0 (online).
- mit Christine van Eickels: Das Bistum Bamberg in der Welt des Mittelalters (= Bamberger interdisziplinäre Mittelalterstudien. Vorträge und Vorlesungen. Band 1). University of Bamberg Press, Bamberg 2007, ISBN 978-3-923507-28-3.
- mit Ruth Weichselbaumer, Ingrid Bennewitz: Mediaevistik und neue Medien. Thorbecke, Ostfildern 2004, ISBN 3-7995-0321-8.